# Habichauer Bach
Der Habichauer Bach ist ein Bach rechter Zufluss im Gemeindegebiet von Dietramszell und zwischendurch auch im Stadtgebiet von Bad Tölz, beide im oberbayerischen Landkreis Bad Tölz-Wolfratshausen, der nach einem rund elf Kilometer langem Lauf in wechselnd westliche Richtungen beim Siedlungsplatz Mühlwastl von rechts in die Isar mündet.

## Geographie

### Verlauf
Ein Quellast entsteht auf ungefähr 730 m ü. NHN etwa einen Kilometer nordöstlich des Bad Tölzer Weilers Kogl und am Nordwestfuß des Schindelbergs (805 m ü. NHN) just noch auf Dietramszeller Waldgemarkung. 
In recht unregelmäßigem Lauf verläuft er anfangs westsüdwestwärts, durchquert dabei die bewaldete Nordspitze des Tölzer Stadtgebietes und fließt dann auf der Stadtgrenze zu Dietramszell, bis er am westlichen Rand des Zeller Waldes, kurz bevor er die Staatsstraße 2368 kreuzt, von links den Speckbach aufnimmt.
Der Bach wechselt dort dauerhaft ins Gemeindegebiet von Dietramszell, durchläuft westwärts den Weiler Habichau und schlägt dann einen Bogen nach Norden, an dessen Ende er nahe dem Siedlungsplatz Reutscherer den Kühlgraben von rechts aufnimmt. Nun läuft er nach Westsüdwesten und wird dabei von Osten her von einem Bach verstärkt, der im Naturschutzgebiet Habichau entsteht. Nachdem er die Isarauen erreicht hat, knickt er nach Nordwesten ab, wird von der Staatsstraße 2072 gequert, passiert den Gilgenhof und durchläuft die zwei Siedlungsgruppen von Unterleiten. Schließlich mündet er beim Siedlungsplatz Mühlwastl von rechts in die Isar.

### Zuflüsse
Von der Quelle zur Mündung. 
- Speckbach, von links und zuletzt Süden westlich von Bad Tölz-Kogl
- (Mühleitgraben?), von rechts und Nordosten wenig nach Dietramszell-Habichau
- Kühlgraben, von rechts und Norden nahe Dietramszell-Reutscherer
- (Zufluss), von links und Osten aus dem Naturschutzgebiet Habichau